# Гренобль
Грено́бль (фр. Grenoble МФА: [gʁə.ˈnɔbl]о файле; франкопров. Grenoblo, окс. Grenòble) — город и коммуна на юго-востоке Франции. Центр департамента Изер и исторической области Дофине. Крупный промышленный, научный и университетский центр французских Альп. Население 160 779 человек (2014).

## Физико-географическая характеристика
Гренобль расположен на пересечении трёх долин в окружении горных массивов Альп: Шартрёз, Бельдон и Веркор; на берегу реки Изер. Высота над уровнем моря — 214 м.
Климат города умеренно континентальный, с небольшим влиянием средиземноморского. Максимальные летние температуры достигают 35 °C, зимой температура опускается до −10 °C.
| Показатель                    | Янв. | Фев. | Март | Апр. | Май  | Июнь | Июль | Авг. | Сен. | Окт. | Нояб. | Дек. | Год  |
| ----------------------------- | ---- | ---- | ---- | ---- | ---- | ---- | ---- | ---- | ---- | ---- | ----- | ---- | ---- |
| Средний суточный максимум, °C | 6,2  | 9,0  | 13,7 | 16,9 | 21,8 | 24,8 | 27,9 | 27,4 | 23,2 | 17,4 | 10,5  | 6,8  | 17,1 |
| Средняя температура, °C       | 2,4  | 4,3  | 8,1  | 11,1 | 15,7 | 18,7 | 21,3 | 21,0 | 17,3 | 12,4 | 6,5   | 3,3  | 11,7 |
| Средний суточный минимум, °C  | −1,3 | −0,5 | 2,5  | 5,3  | 9,6  | 12,6 | 14,8 | 14,5 | 11,4 | 7,5  | 2,5   | −0,2 | 6,6  |
| Норма осадков, мм             | 84   | 79   | 78   | 80   | 83   | 86   | 72   | 79   | 99   | 94   | 92    | 82   | 1008 |
| Источник: Météo France        |      |      |      |      |      |      |      |      |      |      |       |      |      |

## История
В III веке аллоброги построили на месте нынешнего города укреплённое поселение под названием Куларо. В 380 году, при римском императоре Грациане, город получил название Грацианополь. После распада Римской империи город находился на территории бургундских королевств вплоть до 1032 года, когда он вошёл в состав Священной Римской империи.
В 1349 году эти земли были проданы Франции. При старом порядке Гренобль считался центром провинции Дофине. Из-за своего географического положения Гренобль стал пограничной крепостью и плацдармом для войн французов с савойскими герцогами. Во время Итальянских войн вокруг Гренобля была расквартирована французская армия, в которой блистали местные дворяне, как, например, Баярд. В связи с боевыми действиями город часто посещали короли Карл VIII, Людовик XII и Франциск I. В начале XVII века Греноблем управлял маршал Ледигьер.
За отличие в годы Второй мировой войны город награждён орденом Освобождения и Военным крестом. В городе активно действовало сопротивление немецким оккупантам, в котором отличилась фармацевт Изор Люзе.

## Достопримечательности
- Бастилия[англ.] — укрепление первой половины XIX века на склоне одной из окрестных вершин с видом на Гренобль, одно из самых посещаемых туристами мест в городе. К смотровым площадкам, оборудованным на крепостных сооружениях, в 1934 году проложена линия воздушной (подвесной) канатной дороги Гренобль-Бастилия[англ.].
- Музей Гренобля содержит археологические экспонаты по истории древнего Египта, Греции и Рима. В живописи это был в 1920 году первый музей современного искусства во Франции[1].
- Музей археологии Сен-Лоран — в нём хранятся коллекции находок различных археологических экспедиций. Учреждение расположено в здании бенедиктинской церкви XII века.
- Здание Гренобльского парламента — здесь заседал высший судебный орган Дофине, здание построено между 1478 и 1539 годами.
- «Башня Перре» (фр.) в парке Поль-Мистраль — 95-метровая башня, построенная из железобетона для Международной выставки 1925 года.

## Наука и образование

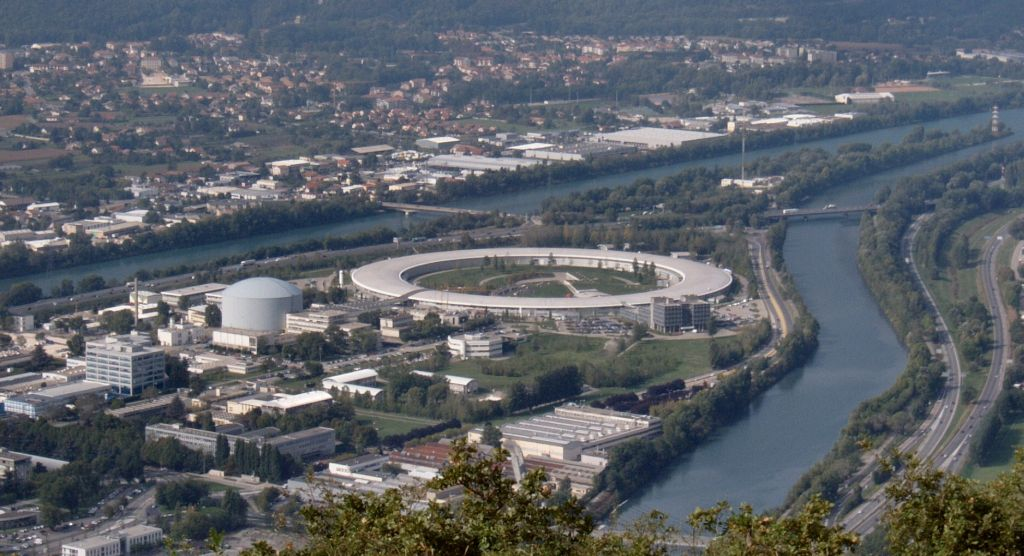
ILL-ESRF site — Научный полигон: вид на научный ядерный реактор ILL и кольцо Европейского синхротрона ESRF

3 университета Гренобля объединились в 2016 году:
- Университет Гренобль-Альпы
- Политехнический институт Гренобля
- Институт Нееля — исследовательский институт в области физики конденсированного состояния имени Нобелевского лауреата Луи Нееля.
- Институт миллиметровой радиоастрономии.
- Национальная лаборатория интенсивных магнитных полей

Также в городе расположены две коммерческие школы, национальная высшая школа архитектуры Гренобля, филиал частной школы информатики SUPINFO и Высшая школа искусства Гренобля.
В Гренобле также есть одно из отделений Комиссариата по атомной энергетике и институт Лауэ-Ланжевена, в котором расположены самый высокопоточный исследовательский ядерный реактор в мире и самый мощный источник синхротронного излучения. Рядом расположен филиал Европейской молекулярно-биологической лаборатории.
В Гренобле также есть центр исследований нанотехнологий мирового уровня, MINATEC (Mинатех).

## Спорт
В 1968 году в Гренобле прошли X зимние Олимпийские игры. Также в городе есть футбольный клуб "Гренобль" который базируется на стадионе Стад де Альп, хоккейный клуб "Гренобль" и регбийный клуб "Гренобль".

## Мэры
- Начало XVII века — маршал Франсуа де Бонн, герцог де Ледигьер
- 1 августа 1790 — 21 ноября 1790 года — Антуан Барнав
- 28 февраля 1848 — 5 мая 1848 года — Фредерик Фарконне

## Города-побратимы
- Галле, Германия
- Инсбрук, Австрия
- Катания, Италия
- Каунас, Литва
- Кишинёв, Молдавия
- Константина, Алжир
- Батна, Алжир
- Корато, Италия
- Оксфорд, Великобритания
- Печ, Венгрия
- Реховот, Израиль
- Сфакс, Тунис
- Эссен, Германия
- Севан, Армения
- Цукуба, Япония

|                      |  |                             |  |                 |
| Набережная реки Изер |  | Панорама вечернего Гренобля |  | Вид на Бастилию |